# Benedicta Boccoli
Benedicta Boccoli (n. 11 noiembrie 1966, Milano, Italia) este o actriță de teatru și film și prezentatoare de televiziune italiană.

## Biografie
S-a născut în 1966 la Milano și s-a mutat în copilărie la Roma, împreună cu familia ei. Benedicta are o soră mai mică (actrița Brigitta Boccoli și doi frați: Barnaby și Filippo.
A debutat la o vârstă fragedă în televiziune, dar cariera ei s-a dezvoltat în primul rând ca actriță de teatru.
Benedicta Boccoli a fost caracterizată de către criticul Giorgio Albertazzi⁠(d) cu epitetul artistissima.
Ziarul italian il Giornale⁠(d) a scris despre ea: „O zeiță vaporoasă și lunară aflată la echilibru între amintirea Assiei Noris din comediile lui Mario Camerini și admirația pentru dansul tip step⁠(d) al lui Eleanor Powell⁠(d)”.

## Filmografie

### Filme de cinema
- Gli angeli di Borsellino, regizat de Rocco Cesareo - 2003
- Valzer, regizat de Salvatore Maira - 2007
- Dolce di latte, regizat de Gianni Leacche - 2008
- Ciao Brother, regizat de Nicola Barnaba – 2016
- Colpevole, regizat de Gianni Leacche- 2024 [6]

### Scurtmetraje
- La confessione, regizat de Benedicta Boccoli – 2020[7]; [8]

### Filme de televiziune
- Una donna per amico 3 Rai 1 - 2001
- La Squadra  Rai 3 - 2003
- Incantesimo 8 Rai 2 - 2005

## Teatru

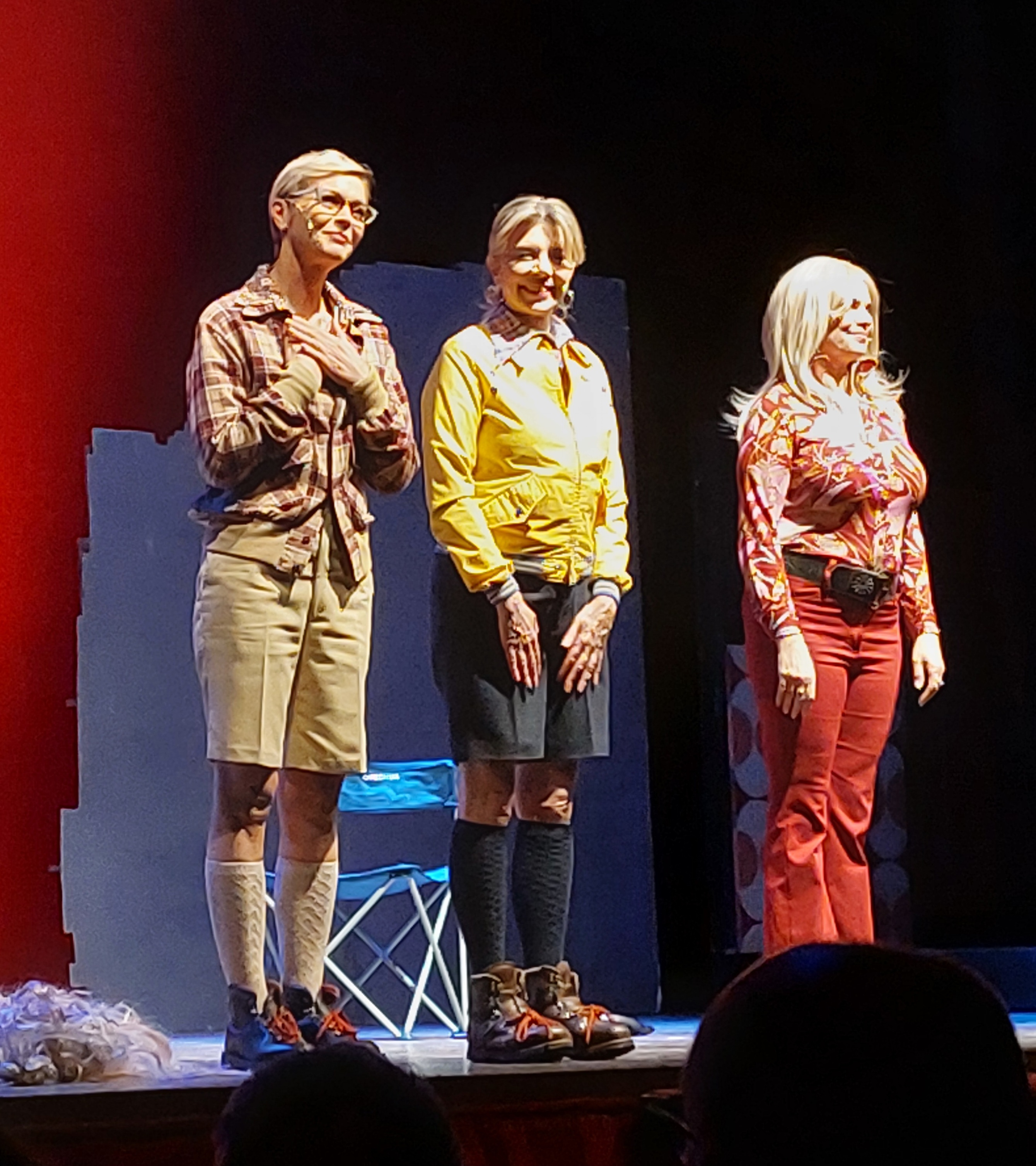
Vittoria Belvedere, Benedicta Boccoli și interpretând Donne in pericolo, la Teatrul San Domenico din Crema, 1 decembrie 2024

- Blithe spirit de Noel Coward, regizat de Franco Però, cu Ugo Pagliai e Paola Gassman - 1992/1993 -
- Cantando Cantando de Maurizio Micheli, cu Maurizio Micheli, Aldo Ralli și Gianluca Guidi - 1994/1995 -
- Buonanotte Bettina, de Pietro Garinei e Sandro Giovannini, regizat de Gianni Fenzi, cu Maurizio Micheli, Aldo Ralli și Miranda Martino - 1995/1996/1997 -
- Can Can - Musical de Abe Burrows, regizat de Gino Landi, cu Mino Bellei și Corrado Tedeschi - 1998/1999 -
- Orfeu în infern - operetă de Jacques Offenbach - 1999 - Tersicore
- Polvere di stelle, regizat de Marco Mattolini, cu Maurizio Micheli - 2000/2001/2002
- Le Pillole d'Ercole de Maurice Hennequin și Paul Bilhaud, regizat de Maurizio Nichetti, cu Maurizio Micheli - 2002/2003/2004
- Amphitruo, de Plaut, regizat de Michele Mirabella, cu Maurizio Micheli - 2004
- Stalker de Rebecca Gillmann, regizat de Marcello Cotugno - 2004
- Pluto de Aristofan, regizat de Michele Mirabella, cu Maurizio Micheli - 2004
- Fiore di cactus de Pierre Barillet și Jean-Pierre Grédy, regizat de Tonino Pulci, cu Edoardo Siravo - 2004/2005/2006
- Prova a farmi ridere de Alan Aykbourn, regizat de Maurizio Micheli, cu Pino Quartullo - 2006
- Furtuna de William Shakespeare, regizat de Walter Manfrè, cu Virginio Gazzolo - 2006 - Ariel
- Sunshine de William Mastrosimone, regizat de Giorgio Albertazzi, cu Sebastiano Somma - 2007/2008 -
- L'appartamento, de Billy Wilder, regizat de Patrik Rossi Gastaldi, cu Massimo Dapporto - 2009–2010
- George Dandin sau Soțul zăpăcit, de Molière, cu Maurizio Micheli - (2011)
- Vite private, de Noël Coward, cu Corrado Tedeschi - 2012-2013
- Dis-order, de Neil LaBute, regizat de Marcello Cotugno, cu Claudio Botosso - 2014
- Incubi d'Amore, de Augusto Fornari, Toni Fornari, Andrea Maia, Vincenzo Sinopoli, regizat de Augusto Fornari, cu Sebastiano Somma y Morgana Forcella - 2014
- Crimes of the Heart, de Beth Henley, regizat de Marco Mattolini - 2015
- A Room with a View, de E. M. Forster, regizat de Stefano Artissunch - 2016
- Flor de cactus de Pierre Barillet și Jean-Pierre Grédy, regizat de Piergiorgio Piccoli și Aristide Genovese - 2016
- Il più brutto week-end della nostra vita de Norm Foster, regizat de Maurizio Micheli - 2016
- El test de Jordi Vallejo, regizat de Roberto Ciufoli - 2019-2020[9]; [10]
- Su con la vita de Maurizio Micheli, regizat de Maurizio Micheli - 2020[11]; [12]
- Prețioasele ridicole gratuit luat din Molière, regizat de Stefano Artissunch - 2023-2024;[13]
- Donne in pericolo din Wendy MacLeod, reg. Enrico Maria Lamanna - 2024-2025, cu Benedicta Boccoli, Vittoria Belvedere și Debora Caprioglio